# Do bemoll major
Do bemoll major (també Do♭M en la notació europea i C♭ en la notació americana) és la tonalitat que té l'escala major a partir de la nota do♭. Així, la seva escala està constituïda per les notes do♭, re♭, mi♭, fa♭, sol♭, la♭ i si♭. La seva armadura té set bemolls, és a dir, totes les notes de l'escala. El seu relatiu menor és la tonalitat de la bemoll menor, i la tonalitat homònima és do bemoll menor. El seu equivalent enharmònic és si major, que és la que s'usa habitualment.
En la música irlandesa s'utilitza do bemoll major com a tonalitat principal d'una composició. En alguns manuscrits, l'armadura de do bemoll major en la clau de fa està escrita amb el bemoll del fa a la quarta línia del pentagrama.
Do bemoll major és una tonalitat adequada per a l'arpa quan tots els pedals estan en posició alta, i és considerada la tonalitat més ressonant de l'instrument. Així, a Ein Heldenleben ('Una vida d'heroi') de Richard Strauss, la primera intervenció de les arpes està escrita en do bemoll major, mentre que la resta de l'orquestra està tocant en mi bemoll major.